# Lubomír Müller (právník)
Lubomír Müller (* 1954 Praha) je český právník. Jeho specializací je převážně obhajování klientů, resp. politických vězňů, kteří byli utlačováni komunistickým režimem v Česku i na Slovensku. Také se věnuje historicky sporným trestním kauzám.
V rámci rehabilitačních řízení zastupoval například perzekuované vojáky, duchovní, bohoslovce, disidenty, undergroundové zpěváky a malíře, násilně ostříhané „máničky“, příslušníky pomocných technických praporů (tzv. „pétépáky“) zařazené do vojenských táborů nucené práce, násilně vystěhované a nezákonně pokutované sedláky (tzv. „kulaky“), uprchlíky, kterým se podařilo dostat z Československa, a také občany, kteří byli na československých hranicích zastřeleni, zabiti elektrickým proudem, zraněni nebo zatčeni a uvězněni.

## Život
V roce 1973 začal studovat Právnickou fakultu UK v Praze a chtěl si splnit svůj sen stát se advokátem a pomáhat potřebným. Tou dobou již byl čtyři roky svědkem Jehovovým, za což byl za minulého režimu perzekvován. Po dvou letech studia na vysoké byl při razii, kde ilegálně vyučoval z bible dva důchodce zatčen a následně odsouzen k půlročnímu trestu odnětí svobody za vykonávání duchovní činnosti bez státního souhlasu. Přičemž tento souhlas by kvůli tehdejšímu zákazu náboženství svědků Jehovových stejně nezískal. Následně byl vyloučen i ze studií. Po propuštění z vězení se načas živil také jako ekonom, neboť nejprve vystudoval ekonomickou školu. Když obdržel vojenský povolávací rozkaz, kvůli svému svědomí a náboženskému přesvědčení odmítl narukovat a raději dobrovolně přijal dělnickou práci (ostatně jakožto mnoho jiných svědků) v podzemí. Konkrétně se stal stavařem při výstavbě pražského metra. Později obdržel „modrou knížku“ tedy lékařské potvrzení, že vojenskou službu nemůže vykonávat. Perzekuci totalitního režimu však nezažil jenom on sám, ale také jeho rodiče a sestra, kteří se také stali Božími svědky. Toho také motivovalo, aby se po sametové revoluci a dokončení práv jako právník specializoval na zastupování oběti totalitního režimu a klienty, kteří se soudí se státem.

## Účast v mediálně známých kauzách
Do povědomí veřejnosti se zapsal v mnoha kauzách tzv. odpíračů vojenské služby minulého režimu, vč. kauz porevolučních, především členů z řad svědků Jehovových či jiných náboženství, ale i běžných občanů, kteří z nejrůznějších důvodů odmítli svojí účast v ozbrojených silách.
Jako příklad lze uvést Jaroslava Žáčka devatenáctiletého katolíka z Lovosic, který hned od začátku po nástupu na vojnu v roce 1975 zastával nesouhlasné stanovisko, neplnil příkazy a následně utekl do Polska. Brzy však byl dopaden a vrácen zpět do Československa. Posléze opakovaně souzen. Nejprve 20 měsíců poté 30 a dalších 20 za další tentokrát nepovedený útěk. Po této události se jeho stav zhoršil, propadal depresím, páchal opakované sebepoškozování. Za což dostal dalších šest měsíců trestu za maření úředního výkonu. Nakonec se v roce 1979 ve své cele oběsil. Po revoluci jeho rodina žádala o soudní rehabilitaci. Avšak soudy jeho jméno očistit odmítly. Rozklad a úplná rehabilitace se podařila teprve po neuvěřitelných více než 40 letech v roce 2017 za přispění právníka Lubomíra Müllera i tehdejšího ministra spravedlnosti Roberta Pelikána. Očisťujícího rozsudku se dožil pouze Žáčkův bratr Jan.
Lubomíru Müllerovi se přičítá i podíl (kauza z 90. let) na ukončení tzv. „války soudů“, během níž obecné soudy včetně Nejvyššího odmítaly respektovat výroky Ústavního soudu. To se stalo v případu pravděpodobně nejznámějšího recidivisty a odpírače vojenské i civilní služby, Josefa Choděry, který šel raději dobrovolně do vězení. Když však po odsezení trestu měl nastoupit znovu, rozhodl se bránit soudní cestou a s pomocí Müllera se případ postupně dostal až k Ústavnímu soudu. Soudce Ústavního soudu Pavel Varvařovský (po čase jmenovaný ombudsman) svým verdiktem rozhodl, že za opakované odmítnutí nástupu na vojnu prostě není možné trestat opakovaně. Do problému se následně vložil tehdejší ministr spravedlnosti Jiří Novák, který podal ve prospěch dalších odpíračů stížnosti pro porušení zákona. A také tehdejší předsedkyně Nejvyššího soudu Eliška Wagnerová, která pohrozila kárným řízením dvěma soudcům, jež odmítali respektovat nálezy Ústavního soudu.
Dále se například do povědomí zapsal v právní kauze letce RAF Josefa Brykse, který zahynul v Jáchymově coby vězeň komunismu. Müller v roce 2006 tedy po 40 letech dosáhl jeho úplné rehabilitace namísto částečné z roku 1966 a pro vdovu žijící ve Velké Británii tak vysoudil na státu odškodnění.
Neúspěšně se pokusil obnovit řízení ve stodvacetiletém starém případu židovského Leopolda Hilsnera. Ten byl odsouzen za vraždu Anežky Hrůzové a Marie Klímové, který podle něj tehdy neměl spravedlivý proces, kvůli silné antisemitské náladě. Hilsner byl odsouzen pouze na základě výpovědi pochybného svědka. Ten měl při činu vraždy Hrůzové Hilsnera poznat na 400 metrů daleko. K tomu dále spousty nepřímých důkazů, které navíc v případě vraždy Marie Klímové chyběly úplně.
V letech 2012 a 2013 vymohl rehabilitaci pro písničkáře a disidenta Jaroslava Hutku, který byl v květnu 1977 na 48 hodin zadržen a vyslýchán Státní bezpečností za složení a zpívání písně Havlíčku, Havle.
V roce 2022 z jeho podnětu zastavil státní zástupce stíhání bývalých premiérů Rudolfa Berana a Jana Syrového, kteří byli v roce 1947 odsouzeni ke 20 letům vězení za údajnou spolupráci s nacisty. Ve stejném roce se domohl rehabilitace pro Martina Maryšku, který byl jako tzv. mánička v roce 1966 příslušníky Veřejné bezpečnosti zbaven osobní svobody a ostříhán.

## Knihy
- Bitvy beze zbraní, 1990–2000: co užitečného přinesly soudní procesy s odpírači vojenské služby. Praha: Ostrov, 2000. 96 s. ISBN 80-86289-08-7.
- Podíl na vzniku knihy historika Petra Blažka A nepozdvihne meč… věnované tématu odpírání vojenské služby v Československu 1948–1989[9]